# Anthyllis aegaea
Anthyllis aegaea är en ärtväxtart som beskrevs av William Bertram Turrill. Anthyllis aegaea ingår i släktet getväpplingar, och familjen ärtväxter. Inga underarter finns listade i Catalogue of Life.